# Конаи (деревня)
Конаи — деревня в Андреапольском муниципальном округе Тверской области.

## География
Находится в западной части Тверской области на расстоянии приблизительно 39 км на северо-запад по прямой от города Андреаполь на северо-западном берегу озера Городно.

## История
Была отмечена ещё на карте Шуберта. В 1872 году здесь (деревня Канаево или Конное, также Хохлово Холмского уезда Псковской губернии) было учтено 12 дворов, в 1939 — 12. До 2019 года входила в Бологовское сельское поселение Андреапольского района до их упразднения.

## Население
Численность населения: 96 человек (1872 год), 3 (русские 100 %) 2002 году, 1 в 2010.